# Fascellina deflavata
Fascellina deflavata là một loài bướm đêm trong họ Geometridae.